# AdBlue

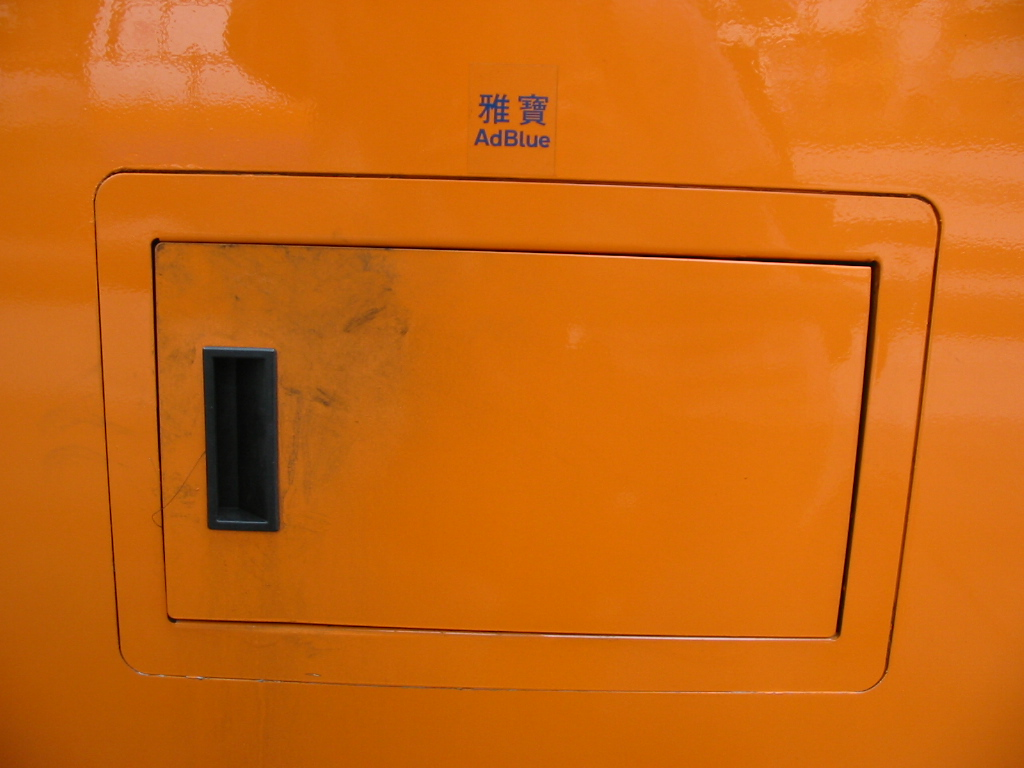
Depósito de AdBlue de un autobús

AdBlue es la marca registrada del producto urea AUS32 (disolución de urea al 32.5%), utilizado para reducir las emisiones de óxidos de nitrógeno (NOx) causadas por los escapes de los motores diésel, mediante un proceso denominado reducción catalítica selectiva (RCA).

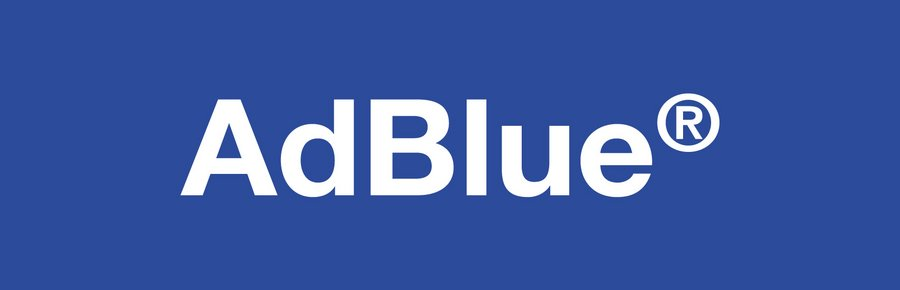
Logotipo de la marca AdBlue, registrada por la Asociación Alemana de la Industria del Automóvil

Como sugiere el propio nombre AUS32 (Aqueous Urea Solution en inglés), el producto es una disolución de urea de alta pureza en agua desmineralizada. Es incoloro, no es tóxico y es seguro de manipular. En cambio puede resultar corrosivo para algunos metales, y deben utilizarse los materiales adecuados para su transporte y almacenamiento. AdBlue es una marca registrada de la Asociación Alemana de la Industria del Automóvil, quienes garantizan el cumplimiento de los estándares de calidad según las especificaciones recogidas en la ISO 22241.
El AdBlue lo utilizan los vehículos equipados con tecnología RCA, en los que el producto va almacenado en un depósito exclusivo. El consumo de AdBlue equivale a un 3-5% del consumo de combustible. Esta baja dosificación permite espaciar los repostajes y minimizar el impacto que produce en el chasis un depósito adicional. Los sistemas RCA están actualmente en uso en Europa, Japón, Australia, Hong Kong, Taiwán, Corea, México, Nueva Zelanda, Singapur y Colombia. La legislación en 2010 de la Agencia de Protección Ambiental de los Estados Unidos (EPA) limitará las emisiones de NOx a niveles que harán necesaria la tecnología SCR para los camiones de Norteamérica. El nombre genérico que se le da al producto AUS32 en Norteamérica es DEF (siglas de diesel exhaust fluid). Algunos proveedores de equipamientos para la industria del transporte han desarrollado marcas propias de sistemas SCR, como el BlueTec de Daimler.
Todos los fabricantes europeos de camiones están sacando al mercado modelos equipados con RCA, y la futura normativa sobre emisiones Euro VI supondrá una mayor demanda de esta tecnología en Europa. Los sistemas RCA son muy sensibles a posibles impurezas químicas en la disolución de urea, por lo que es esencial cumplir las elevadas exigencias de calidad del AdBlue recogidas en la norma ISO 22241.
El uso de la tecnología RCA en Europa ha hecho necesaria la creación de una infraestructura de suministro de AdBlue. El AdBlue está disponible en miles de estaciones de servicio; este localizador se actualiza todos los meses incorporando los nuevos puntos de venta de AdBlue al por menor. Se puede adquirir igualmente en garrafas de 5 o 20 litros, o en cantidades mayores, por ejemplo bidones de 210 litros, contenedores IBCs (Intermediate Bulk Containers) de 1000 litros, o a granel.

## Normativa
Inicialmente la especificación técnica fue recogida en la norma DIN 70070. En 2006 llegó la norma ISO 22241 vigente en todo el mundo. Además de las especificación técnica del producto, la ISO 22241 recoge los métodos de análisis de muestras, así como los requisitos para la manipulación, el transporte y el almacenamiento de AdBlue.

## Funcionamiento
El sistema está compuesto por dos elementos principales: el catalizador SCR (Selective Catalytic Reduction) que ha sido diseñado especialmente para sistemas de este tipo y el depósito de AdBlue. Si nos situamos en el recorrido que realizan los gases por el sistema de escape del vehículo, entenderemos de forma sencilla el funcionamiento de esta tecnología pensada para reducir las emisiones de NOx en vehículos con motor diésel. 
La mezcla de aire y diésel accede al motor para realizar la combustión en los cilindros, de forma que una porción de los gases que resultan de esta primera combustión son llevados, por medio de la válvula EGR, de nuevo al motor. Tras volver a mezclarse de nuevo con más aire y más combustible, se produce de nuevo la explosión. Una vez los gases se expulsan a través del colector de escape, son dirigidos hacia el filtro de partículas diésel donde las moléculas sólidas de carbono que genera el motor quedan retenidas, hasta su posterior eliminación.
Después, los gases siguen circulando hasta un catalizador especial conocido como SCR y es en este punto donde se mezclan con el AdBlue. Al entrar en contacto el AdBlue con los gases de escape, el agua que contiene el aditivo libera amoniaco debido a la reacción química que se produce, provocando la catálisis y transformando los óxidos de nitrógeno, en nitrógeno libre y vapor de agua. Esta mezcla, que es la que finalmente se expulsa por el tubo de escape, resulta mucho menos nociva tanto para el medio ambiente como para la atmósfera.

## Características del AdBlue
Las principales características del AdBlue son:
- Tiene fecha de caducidad: El AdBlue conserva intactas sus propiedades durante, al menos, un año. Utilizar AdBlue caducado o no acorde a la normativa, puede producir averías y daños en el catalizador o filtro de partículas diésel.
- Puede congelarse: Con temperaturas inferiores a -11 °C, el AdBlue puede congelarse.
- Es corrosivo: Al contener urea y un nivel alto de pH, el AdBlue es un líquido corrosivo que, si se derrama, puede dañar elementos metálicos, como la carrocería del vehículo.
- Debe cumplir las normativas: Tiene que cumplir los estándares de calidad determinados por las normativas DIN 70070 o ISO 22241.

## Fabricantes que utilizan AdBlue en sus motores diésel
Actualmente, son varios los fabricantes que utilizan la inyección del aditivo AdBlue para reducir la contaminación de sus motores diésel, aunque en el sector del vehículo industrial el uso está mucho más generalizado.
Mercedes Benz, KIA, Volkswagen (Touareg, Tiguan, Sharan, Jetta y Crafter), Toyota (Proaace, Hilux y Land Cruiser), Opel (en algunos de los modelos, como el Zafira Tourer, que montan el motor 1.6 CDTI de 110 y 136 CV), BMW (algunas versiones de la Serie 3), Audi (Q7), Ford y algunos motores BlueHDi del Groupe PSA, son ejemplos de vehículos actuales que utilizan AdBlue.[cita requerida] No obstante, el mercado continúa avanzando y cada vez son más los fabricantes que apuestan por el uso de esta tecnología.